# The Number 23
The Number 23 er en amerikansk film fra 2007, instrueret af Joel Schumacher og med Jim Carrey i hovedrollen.
Filmen er Joel Schumachers 23. filmprojekt.